# Samuel Yohou
Samuel Yohou (Villepinte, 6 agosto 1991) è un calciatore francese con cittadinanza ivoriana, difensore del Le Mans.

## Carriera
Ha giocato nella seconda divisione francese con il Paris FC.

## Statistiche

### Presenze e reti nei club
Statistiche aggiornate al 5 febbraio 2021.
| Stagione        | Squadra         | Campionato      | Campionato | Campionato | Coppe nazionali | Coppe nazionali | Coppe nazionali | Coppe continentali | Coppe continentali | Coppe continentali | Altre coppe | Altre coppe | Altre coppe | Totale | Totale |
| Stagione        | Squadra         | Comp            | Pres       | Reti       | Comp            | Pres            | Reti            | Comp               | Pres               | Reti               | Comp        | Pres        | Reti        | Pres   | Reti   |
| --------------- | --------------- | --------------- | ---------- | ---------- | --------------- | --------------- | --------------- | ------------------ | ------------------ | ------------------ | ----------- | ----------- | ----------- | ------ | ------ |
| 2017-2018       | Paris FC        | L2              | 22         | 1          | CF+CdL          | 2+2             | 0               |                    | -                  | -                  |             | -           | -           | 26     | 1      |
| 2018-2019       | Paris FC        | L2              | 27         | 1          | CF+CdL          | 1+1             | 0               |                    | -                  | -                  |             | -           | -           | 29     | 1      |
| 2019-2020       | Paris FC        | L2              | 21         | 0          | CF+CdL          | 1+2             | 0               |                    | -                  | -                  |             | -           | -           | 24     | 0      |
| Totale carriera | Totale carriera | Totale carriera | 70         | 2          |                 | 9               | 0               |                    | -                  | -                  |             | -           | -           | 79     | 2      |